# Markuška
Markuška és un poble i municipi d'Eslovàquia. Es troba a la regió de Košice, a l'est del país.

## Història
La primera referència escrita de la vila data del 1311.

## Demografia
| Godina             | 1994 | 2004   | 2014   | 2024    |
| ------------------ | ---- | ------ | ------ | ------- |
| Nombre de persones | 174  | 179    | 167    | 147     |
| Diferència         |      | +2,87% | −6,70% | −11,97% |

| Godina             | 2023 | 2024 |
| ------------------ | ---- | ---- |
| Nombre de persones | 150  | 147  |
| Diferència         |      | −2%  |